# Kabudan
Die Insel Kabudan (persisch جزیره کبودان, Kabūdān) ist eine Insel im Urmiasee. Die Insel ist unbewohnt.
Hier wurde im Jahr 1265 Hülegü, der mongolische Herrscher des Iran, begraben. Die iranische Herrscherdynastie der Pahlavi hatte dort ihr Feriendomizil.